# 伊利亞·扎巴爾內
伊利亞·鲍里索维奇·扎巴爾內（烏克蘭語：Ілля Борисович Забарний；2002年9月1日—），是一名烏克蘭職業足球員，目前效力於法甲球會巴黎圣日耳曼，同時他也是烏克蘭國家足球隊的成員。

## 外部連結
- Profile （页面存档备份，存于） at the AFC Bournemouth website
- Soccerway資料庫：Illia Zabarnyi